# Марушув (Свентокшиське воєводство)
Марушув (пол. Maruszów) — село в Польщі, у гміні Ожарув Опатовського повіту Свентокшиського воєводства. Населення — 289 осіб (2011).
У 1975—1998 роках село належало до Тарнобжезького воєводства.

## Демографія
Демографічна структура на день 31 березня 2011 року:
|          | Загалом | Допрацездатний вік | Працездатний вік | Постпрацездатний вік |
| -------- | ------- | ------------------ | ---------------- | -------------------- |
| Чоловіки | 153     | 34                 | 104              | 15                   |
| Жінки    | 136     | 19                 | 79               | 38                   |
| Разом    | 289     | 53                 | 183              | 53                   |